# Неполоковецька селищна територіальна громада
Неполоковецька селищна громада — територіальна громада України, в Чернівецькому районі Чернівецької області. Адміністративний центр — селище Неполоківці.
Площа громади — 58,11 км², населення — 7589 мешканців (2018).
Утворена 2018 року шляхом об'єднання Неполоковецької селищної та Берегометської і Оршівецької сільських рад Кіцманського району.

## Населені пункти
До складу громади входять 1 селище: Неполоківці та 5 сіл: Берегомет, Клокічка, Оршівці, П'ядиківці, Реваківці.